# Naturschutzgebiet Wildenstein
Das Naturschutzgebiet Wildenstein mit einer Größe von 15 ha liegt südöstlich von Wiemeringhausen im Stadtgebiet von Olsberg im Hochsauerlandkreis. Das Gebiet wurde 2004 mit dem Landschaftsplan Olsberg durch den Hochsauerlandkreis als Naturschutzgebiet (NSG) ausgewiesen. Die Fläche des NSG stellt seit 2004 eine Teilfläche des Fauna-Flora-Habitat-Gebietes (FFH) Schluchtwälder nördlich Niedersfeld (Natura 2000-Nr. DE-4717-303) im Europäischen Schutzgebietssystem nach Natura 2000 dar.

## Gebietsbeschreibung
Beim NSG handelt es sich um den westexponierten Hangbereich mit Wald östlich Wildenstein mit bis zu 10 m hohen Felsen und vorgelagerten Blockhalden. Der Wald ist ein Schatthang-Buchenwald mit Linden und Bergahorn.

## Schutzzweck
Im NSG soll der dortige Laubwald geschützt werden. Wie bei allen Naturschutzgebieten in Deutschland wurde in der Schutzausweisung darauf hingewiesen, dass das Gebiet „wegen der Seltenheit, besonderen Eigenart und Schönheit des Gebietes“ zum Naturschutzgebiet wurde.